# بول هارتلي
بول هارتلي (بالإنجليزية: Paul Hartley)‏ (19 أكتوبر 1976 المملكة المتحدة - ) هو لاعب كرة قدم بريطاني، يلعب كلاعب وسط.

## مسيرته الكروية
لعب بول هارتلي خلال مسيرته الاحترافية مع 9 أندية في ثمانية عشر موسمًا وسجل خلالها 86 هدفًا ضمن 489 مباراة. حيث فاز في موسمين بالكأس وفي موسمين بالدوري.
خاض بول هارتلي مسيرته مع نادي هاميلتون أكاديميكال في موسم 1994–95 ولمدة موسمين، مشاركًا في 47 مباراة سجل خلالها 11 هدفًا. ثم انتقل إلى نادي ميلوول في موسم 1996–97 لمدة موسم واحد، حيث شارك في 44 مباراة سجل خلالها 4 أهداف. لينتقل بعدها إلى نادي ريث روفرز في موسم 1997–98 لمدة موسم واحد، مشاركًا في 30 مباراة سجل خلالها 10 أهداف. ثم انتقل إلى نادي هيبرنيان في موسم 1998–99 ولمدة موسمين، مشاركًا في 36 مباراة سجل خلالها 6 أهداف. هذا وانتقل لاحقًا إلى نادي سانت جونستون في موسم 2000–01 واستمر معه طيلة ثلاثة مواسم، مشاركًا في 88 مباراة سجل خلالها 12 هدفًا. ثم انتقل بعدها إلى نادي هارت أوف ميدلوثيان في موسم 2003–04 ليلعب معه أربعة مواسم، مشاركًا في 118 مباراة سجل خلالها 31 هدفًا. ليعود وينتقل من جديد، لكن هذه المرة إلى نادي سلتيك في موسم 2006–07 واستمر معه طيلة ثلاثة مواسم، مشاركًا في 62 مباراة سجل خلالها 3 أهداف. لينتقل بعدها إلى نادي بريستول سيتي في موسم 2009–10 لمدة موسم واحد، مشاركًا في 40 مباراة سجل خلالها 5 أهداف. ثم لعب في نادي أبردين في موسم 2010–11 لمدة موسم واحد، مشاركًا في 24 مباراة سجل خلالها 4 أهداف.

## وصلات خارجية
بول هارتلي على موقع الاتحاد الإسكتلندي (الإنجليزية)
- بول هارتلي على موقع قاعدة بيانات كرة القدم.إي يو (الإنجليزية)
- بول هارتلي على موقع ناشيونال فوتبول تيمز (الإنجليزية)
- بول هارتلي على موقع Soccerbase.com (لاعب) (الإنجليزية)
- بول هارتلي على موقع Soccerbase.com (مدرب) (الإنجليزية)
- بول هارتلي على موقع Soccerway.com (الإنجليزية)